# 对羽毛蕨
对羽毛蕨（学名：Cyclosorus oppositipinnus）为金星蕨科毛蕨属下的一个种。